# القوس التذكاري
قوس الذكرى هو أول تذكار للحرب العالمية الأولى و الذي تم تصميمه من قبل السيد إدوين لوتينز و الذي يقع في منتزه فيكتوريا في ليستر بالتحديد في ميدلاندز الشرقية . لقد ساهمت الصناعة في ليستر بشكل كبير في المجهود الحربي البريطاني . تم تشييد نصب تذكاري مؤقت للحرب في عام 1917 بعدها تم تشكيل لجنة في عام 1919 لاقتراح نصب تذكاري دائم . قررت اللجنة تعيين لوتينز كمهندس معماري و تحديد موقع النصب التذكاري في منتزه فيكتوريا . قبلت اللجنة اقتراح لوتينز الأول و لكن تم تقليصه بالبداية و لكن انتهى به المطاف بالإلغاء بسبب نقص الدعم المالي . بعدها طلبت اللجنة من لوتينز تصميم القوس التذكاري الذي تم عرضه في عام 1923 .
النصب التذكاري عبارة عن قوس أحادي من حجر بورتلاند بأربعة أرجل (تيترابايلون أو كادريفرونز) يبلغ طوله 69 قدمًا و 4 بوصات (حوالي 21 مترًا). تشكل الأرجل أربع فتحات مقوسة ، طولان كبيران (36 قدمًا (11 مترًا)) على المحور الرئيسي ، متجهين من الشمال الغربي إلى الجنوب الشرقي واثنتين صغيرتين (24 قدمًا (7.3 مترًا)) على الجانبين . في الجزء العلوي من الهيكل ، توجد قبة كبيرة ، تقع خلف الحافة. تتم محاذاة الأقواس الرئيسية بحيث تشرق الشمس من خلالها عند شروق الشمس في 11 نوفمبر (يوم الهدنة). يحتوي الجزء الداخلي للقوس على سقف مزخرف وأرجل تدعم الأعلام الحجرية المطلية التي تمثل كل من القوات المسلحة البريطانية البحرية والتجارية . تحيط بالقوس سكة حديدية مزخرفة ويكمله إضافة لاحقة لمجموعة من البوابات عند مدخل طريق الجامعة إلى المنتزه وزوج من البوابات والنزل عند مدخل طريق لندن - يقع النصب التذكاري للحرب عند تقاطع الطرق الرائدة من اثنين من المداخل .
مع وجود  ميزانية كبيرة مخصصة بالكامل للهيكل ، فإن النتيجة كانت واحدة من أعظم النصب التذكارية للحرب التي صممها لوتينز . يهيمن القوس التذكاري على متنزه فيكتوريا والمنطقة المحيطة به ويمكن رؤيته من الطرق الجنوبية الرئيسية خارج المدينة (على الرغم من أن أعمال البناء في السنوات الفاصلة قلصت المنطقة التي كانت مرئية منه) . تم الكشف عن النصب التذكاري في 4 يوليو 1925 من قبل اثنين من الأرامل المحليين أمام حشد كبير ، بما في ذلك لوتينز نفسه . بلغ مجموع التكلفة 27000 جنيه إسترليني، على الرغم من أن اللجنة كانت تعاني من عجز في التمويل قدره 5500 جنيه إسترليني ، وهو ما تكفل به أعضاء اللجنة باستخدام مدخولهم الخاص ؛ تعرضت اللجنة لانتقادات حادة من قبل الصحافة المحلية بسبب تعاملها مع الحملة. القوس هو مبنى مدرج من الدرجة الأولى ، ومنذ عام 2015 ، يعد القوس التذكاري جزءًا من المجموعة الوطنية لنصب لوتينز التذكارية للحرب.

## التصميم
النصب التذكاري من حجر بورتلاند، عبارة عن قوس ذو مخطط مربع بأربعة أرجل (أرصفة؛ تيترابايلون أو كادريفرونز)  يهيمن على مستوى الأرض المحيط. ويبلغ طوله 69 قدمًا ، 4 بوصات (حوالي 21 مترًا) ، مع فتحات مقوسة كبيرة على المحور الرئيسي (من الشمال الغربي إلى الجنوب الشرقي) ، وأقواس صغيرة أصغر على الجانبين الشمالي الشرقي والجنوبي الغربي . يكون عرض الأقواس وارتفاعها وعمقها بنسق بسيطة 2: 4: 1 : يبلغ طول الأقواس الأكبر 18 قدمًا (5.5 مترًا) وطولها 36 قدمًا (11 مترًا) وعمقها 9 أقدام (2.7 مترًا) ؛ والأقواس الأصغر يبلغ عرضها 12 قدمًا (3.7 مترًا) وطولها 24 قدمًا (7.3 مترًا) وعمقها 6 أقدام (1.8 مترًا) . إكليل من الزهور المنحوتة منقوشة على الساقين في المقدمة (الجانب الشمالي الغربي ، مقابل طريق الجامعة) ومؤخرة أكبر قوس ؛ بداخلها ، نحتت تواريخ الحرب العالمية الأولى : (1914) على الجانب الأيسر و (1919) على الجانب الأيمن . ويعلو الهيكل قبة (علية)، تراجعت إلى الخلف ومقعرة في الأمام والخلف. معطف النبالة في المدينة محفور في الخلف من الخلف، وتحيط به قطعة قماش كبيرة .
تشكل الأقواس الأكبر على المحور الرئيسي سقفًا مقببًا ذو أسطوانة ، ومقاطعًا بالأقواس السفلية إلى كلا الجانبين. يتم محاذاة المحور الرئيسي بحيث تكون الشمس في مركزها عند شروق الشمس في يوم الهدنة، في 11 نوفمبر (خفضت الأشجار والمباني إلى الجنوب الأفق الظاهر منذ بناء النصب التذكاري ، مما يعني أن الشمس تبدو خارج المركز قليلاً ) . توجد أربعة أعلام حجرية مطلية داخل القوس، مرفوعة على طيات في الجزء الداخلي من الساقين: علم الاتحاد (يمثل الجيش البريطاني) وعلم البحرية الملكية (الراية البيضاء) في المقدمة ، وأعلام البحرية التجارية (الراية الحمراء) ، والقوات الجوية الملكية (الراية الملكية للقوات الجوية) في العمق. أعلام الحجارة المطلية هي ميزة متكررة في تصميمات لوتينز التذكارية للحرب؛ اقترحه لأول مره لتصميم سينوتاف و لكن تم رفضه بسبب النسيج ، على الرغم من أنها تظهر على العديد من تصميماته الأخرى إلى جانب ليستر (ومن الأمثلة الأخرى على ذلك نصب نورثهامبتون التذكاري الحربي و روتشديل سينوتاف) .

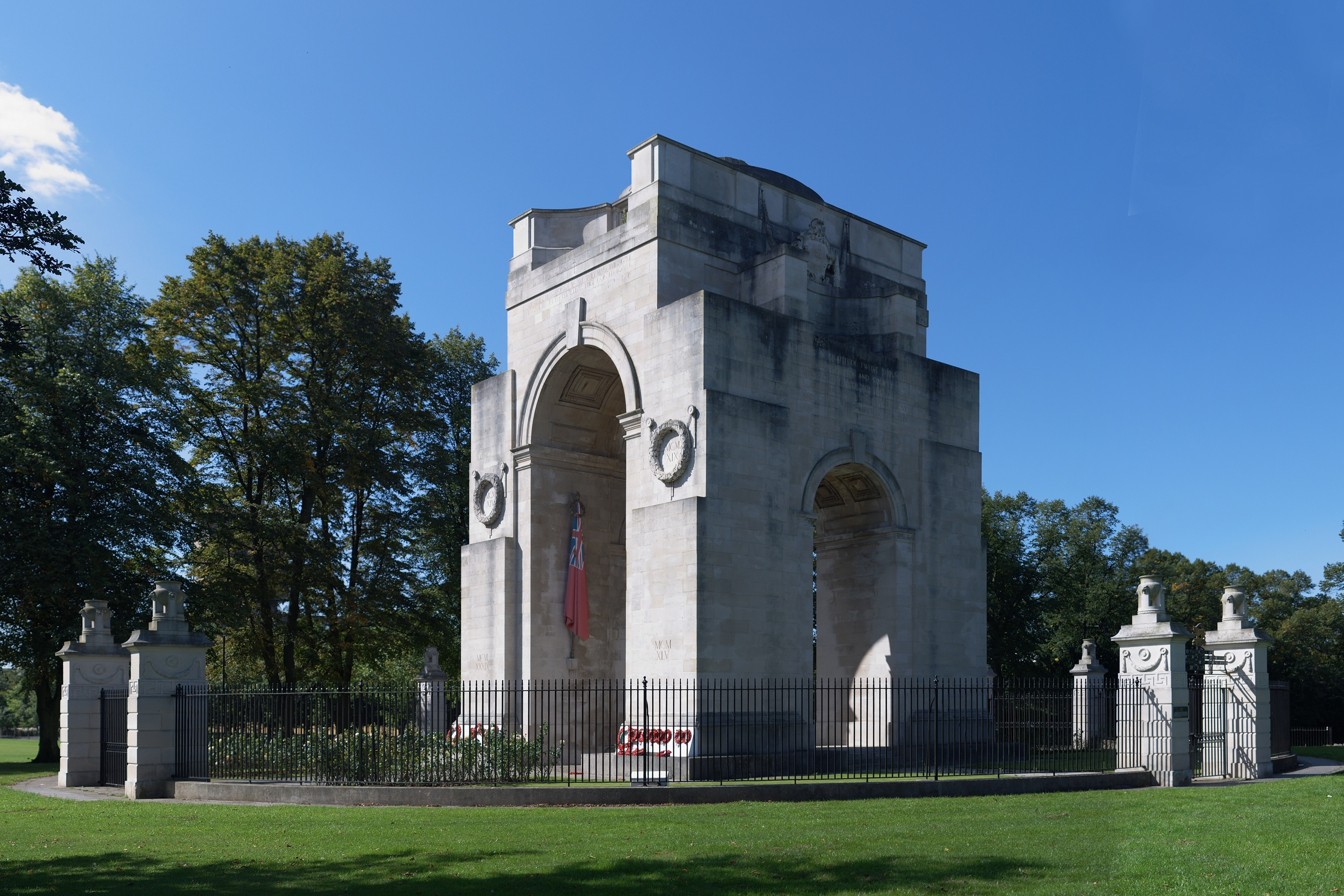
منظر مائل من الشمال الشرقي يُظهر القوس والمرفق. يمشي ممر السلام المؤدي إلى بوابات طريق الجامعة بالتوازي مع خط الشجرة على اليمين. الطريق إلى بوابات طريق لندن خلف الكاميرا

تم نقش «المجد للإله الأعلى و على الأرض السلام» أعلى القوس الأمامي (المواجه لطريق الجامعة) ، و في الجهة المعاكسة (المقابلة للمنتزه) تم نقش «وهبوا كل أمانيهم و كل ما لديهم لإنقاذ البشرية – حتى لو كانت حياتهم هي الثمن» من ترنيمة «يا أيتها القلوب الباسلة» . أضيفت النقوش السفلية ، التي تواجه المنتزه ، لاحقًا لعرض تواريخ الحرب العالمية الثانية : 1939 و 1945 . الأقواس الجانبية لها نقوش أيضا فقد تم نقش «لتخليد و تقدير الجنود الاثنا عشر ألف لهذه المدينة و المقاطعة الذين قاتلوا و ماتوا لأجل الحرية» على القوس الشمالي الشرقي (يسارًا ، عند مشاهدته من اتجاه طريق الجامعة) . تذكر جميع أولئك الذين خدموا و بذلوا جهودهم و أولئك الذين تحملوا بصبر . يحتوي القوس الأيمن (الجنوبي الغربي) على مقتطف من قصيدة ويليام بليك «و تلك الأقدام في الزمن القديم» : «لن تكف عقليتي عن القتال و لن ينام سيفي في يدي حتى أبني القدس في أراضي انكلترا الخضراء» .
النصب التذكاري محاط بدرابيل حديدية ، تخترقها أربعة أزواج من الأرصفة الحجرية التي تدعم البوابات المقابلة لكل قوس (لم يكن القصد من المرور عبرها وإبقاء البوابات مغلقة). تم تزيين الأرصفة بالتعرجات (الأنماط الرئيسية اليونانية) والأقمشة ويعلوها الجرار الحجرية ، على غرار تلك الموجودة في النصب التذكاري لحرب الفرسان الملكية في لوتينز في ريدينج .
الأقواس هي تصميم غير مألوف بالنسبة للنصب التذكارية ، خاصة بالنسبة للحرب العالمية الأولى . النصب التذكاري في ليستر هو واحد من أعمال لوتينز الثلاثة و هو الوحيد في بريطانيا ، الآخران هما نصب تيبل التذكاري في السوم في فرنسا (تم افتتاحه في 1932) و بوابة الهند (و التي سميت في الأصل باسم نصب الهند الكامل التذكاري للحرب ، تم افتتاحه في 1931) في نيودلهي . تحمل بوابة الهند على وجه الخصوص تشابهًا وثيقًا مع القوس التذكاري ، على الرغم من أن ارتفاعه يبلغ تقريبًا ضعفه . هيكل نصب تيبل أكثر تعقيدا ، حيث يستخدم أقواسا متشابكة متعددة لتشكيل قوس واحد كبير . اقترح لوتينز قوسا ذو قبة تشبه تلك التي في نصب ليستر لنصب تذكاري للجنة مقابر الحرب الامبراطورية في سان كوينتين بفرنسا عام 1924 ، على الرغم من أن هذا تم التخلي عنه لاحقًا لصالح النصب التذكاري تيبل. تحمل الأقواس الثلاثة التي بنيت و كذلك الاقتراح المرفوض تشابها بصريا ملحوظًا .

### الموقع
يقع القوس في أعلى نقطة في منتزه فيكتوريا ، حيث يهيمن على المناطق المحيطة به. يمكن رؤيتها لمسافة كبيرة أسفل طريق لانكستر (الذي يؤدي إلى المنتزه من وسط المدينة) ، ومن طريق لندن وطريق ويلفورد ، الطريقان الرئيسيان خارج ليستر إلى الجنوب. في وقت بناء النصب التذكاري ، كانت المنطقة أكثر انفتاحًا وسيكون القوس مرئيًا من مسافة أكبر ، بما في ذلك من السكك الحديدية إلى الجنوب الغربي. التنمية في المنطقة خلال القرن العشرين ، بما في ذلك مباني جامعة ليستر ، تحجب الآن المنظر جزئيًا .
تم تعزيز المكانة ، بعد وفاة زوجته في الثلاثينيات من القرن الماضي ، كلف نورث لويتينز بتصميم مدخلين للمواكب إلى فيكتوريا بارك ، مما أدى إلى نصب تذكاري للحرب ، كهدية للمدينة. أنتج لوتينز زوجًا من النزل والبوابات عند مدخل طريق جرانفيل إلى منتزه فيكتوريا ، إلى الشمال الشرقي من النصب التذكاري ، ومجموعة من البوابات وأرصفة البوابة إلى الشمال الغربي ، مؤديةً إلى طريق الجامعة. النزل عبارة عن أجنحة مستطيلة من طابق واحد تحيط بالبوابات. الجدران الخارجية مغطاة بالجص ، مما يعطي تأثير الرماد ، مع شقوق عند الزوايا ونوافذ شاح كبيرة . كلاهما يحتوي على أقواس فوق المداخل وإفريز منقوش أسفل أسطح الألواح الهرمية وأكوام المدخنة الكبيرة. أرصفة البوابة الأربعة مصنوعة من الرماد ، ومطابقة النزل. وهي تدعم البوابات الحديدية المزخرفة التي تتميز بالإطاحة التي تضم معطف ليستر من الأسلحة. أرصفة البوابة عند مدخل طريق الجامعة هي من الحجر البورتلاندي ، وهي مطابقة للنصب التذكاري ، وهي مزينة بأعمدة توسكانية وتعلوها جرافات طويلة . أنها تدعم اثنين من بوابات المشاة الصغيرة ، واحدة لكل جانب من زوج مركزي. وفوق البوابات المركزية ، يتم الإطاحة به مرة أخرى ، وهو يتميز بأذرع المدينة. الطريق الموكلي يؤدي من كلا المدخلين إلى النصب التذكاري للحرب ، حيث يلتقي المساران. يُعرف المسار الطويل الذي يبلغ طوله 150 مترًا (490 قدمًا) من النصب التذكاري إلى بوابات طريق الجامعة باسم ممشى السلام (النهج التذكاري للحرب سابقًا) وتحيط به حدود شجيرة وأسرة زهور رسمية .

تم تصميم مسار السلام في عام 2016 كنهج احتفالي لنصب الحرب التذكارية من مدخل طريق الجامعة إلى حديقة فيكتوريا . 